# Pont-de-l'Isère
Pont-de-l'Isère é uma comuna francesa na região administrativa de Auvérnia-Ródano-Alpes, no departamento de Drôme. Estende-se por uma área de 10,09 km². Em 2010 a comuna tinha 3 586 habitantes (densidade: 355,4 hab./km²).

## Cidades-irmãs
- Ziano Piacentino, Itália